# Stagno di Oulx
Stagno di Oulx este o arie protejată (arie specială de conservare — SAC, sit de importanță comunitară — SCI) din Italia întinsă pe o suprafață de 84 ha, integral pe uscat.

## Localizare
Centrul sitului Stagno di Oulx este situat la coordonatele 45°02′10″N 6°49′02″E / 45.0361°N 6.8172°E.

## Înființare
Situl Stagno di Oulx a fost declarat sit de importanță comunitară în septembrie 1995 pentru a proteja 10 specii de animale. Situl a fost protejat și ca arie specială de conservare în mai 2017.

## Biodiversitate
Situată în ecoregiunea alpină, aria protejată conține 8 habitate naturale: Pajiști cu Molinia pe soluri calcaroase, turboase sau argilos-nămoloase (Molinion caeruleae), Mlaștini alcaline, Ape puternic oligomezotrofe cu vegetație bentonică cu Chara spp., Pajiști uscate seminaturale și facies de acoperire cu tufișuri pe substraturi calcaroase (Festuco-Brometalia) (* situri importante pentru orhidee), Păduri aluvionare cu Alnus glutinosa și Fraxinus excelsior (Alno-Padion, Alnion incanae, Salicion albae), Păduri alpine de Larix decidua și/sau Pinus cembra, Fânețe montane, Păduri pe pante, grohotișuri și ravene de Tilio-Acerion.
La baza desemnării sitului se află mai multe specii protejate:
- păsări (7): lăcar mare (Acrocephalus arundinaceus), pescăruș albastru (Alcedo atthis), acvilă de munte (Aquila chrysaetos), ciocănitoare neagră (Dryocopus martius), presură de grădină (Emberiza hortulana), sfrâncioc roșiatic (Lanius collurio), Pyrrhocorax pyrrhocorax
- mamifere (1): lupul (Canis lupus)
- nevertebrate (2): Austropotamobius pallipes, Euplagia quadripunctaria

Pe lângă speciile protejate, pe teritoriul sitului au mai fost identificate 5 specii de plante, 39 de specii de păsări, 3 specii de amfibieni, 15 specii de mamifere, 10 specii de nevertebrate, 3 specii de reptile.